# Zhang Ruimin
Zhang Ruimin (張瑞敏T, 张瑞敏S, Zhāng Ruì MǐnP; Laizhou, 5 gennaio 1949) è un imprenditore cinese, fondatore della multinazionale Haier, tra i maggiori produttori mondiali di elettrodomestici.

## Biografia
Nato nel 1949 a Laizhou, nello Shandong, da genitori operai di una fabbrica tessile di Tsingtao, nel periodo della Rivoluzione culturale lanciata in Cina nel da Mao Zedong, aderisce alle Guardie rosse. Nel 1968, dopo aver finito gli studi superiori lavora come operaio alla fabbrica tessile di proprietà del governo municipale di Tsingtao.
Iscritto al Partito Comunista Cinese, Zhang viene promosso dapprima da operaio a caporeparto della fabbrica, poi a supervisore, e infine a direttore, incarico quest'ultimo che ottiene nel 1980. Quattro anni più tardi, nel 1984 gli viene affidata la direzione della Quingdao Refrigerator Factory, divisione elettrodomestici dell'azienda che impiega 600 lavoratori, e in tale ruolo, dopo aver effettuato un viaggio d'affari in Germania, fa avviare una partnership industriale con l'azienda tedesca produttrice di elettrodomestici Liebherr-Hausgeräte, che porta alla nascita della Quingdao-Liebherr. Zhang, che da inizio decennio frequentava l'Università di scienze e tecnologie di Tsingtao, nel 1988 vi consegue un master in economia aziendale.
Nel 1991, l'azienda diventa Haier, negli anni successivi diventa il maggior produttore nazionale di elettrodomestici, e, a partire dai primi anni del XXI secolo, assume dimensioni e caratteristiche internazionali, che gli consentono di imporsi come uno dei maggiori gruppi mondiali operanti nel settore. Zhang vi ricopre il ruolo di CEO fino al 2019, quando vi succede Liang Haishan.
Zhang è sposato e padre di un figlio.